# Magnus Delbratt
Magnus "Sailor" Delbratt, född 21 augusti 1984 i Fässbergs församling i Mölndal, är en svensk musiker.
År 2000 började Delbratt spela trummor i The Sacred Sailors och 2008 gick han med i Troublemakers. Har även varit medlem i The Four Flamingos och Smash It Up.
2019 gick han med i Satanic Overdrive.

## Diskografi

### Singlar
- 2004 The Sacred Sailors – "You my Friend"
- 2006 Four Flamingos – "Mad Evil Woman"
- 2013 Smash it up – "Billy and Rudy"
- 2010 Troublemakers – "Made In Sweden"
- 2011 Troublemakers – "30"
- 2013 Troublemakers – "Stockholm"
- 2014 Troublemakers – "Go Crazy" /w So-Cho Pistons (Japan)
- 2015 Troublemakers – "Kungen håller tal"
- 2023 Satanic Overdrive – "Electric demons"
- 2023 The Sacred Sailors — ”I want to belive”
- 2023 The Sacred Sailors — ”Don’t know how”

### Album
- 2004 The Sacred Sailors – "We gave it all to you"
- 2006 The Sacred Sailors – "Golden Dawn"
- 2008 The Sacred Sailors – "Tune in Turn on"
- 2009 Troublemakers – "Made in Sweden"
- 2015 Smash it Up – "Westcoast Democrazy"
- 2016 Troublemakers – "Totalradio"
- 2020 Satanic Overdrive - ”Satanic Overdrive

### Medverkar på
- 2019 Bastarders - ”Drunk on dreams
- 2021 Crossler - ”En annan slags blues”
- 2025 Syster Swing - ”Jokern och Skurken”